# Erythrobarbula rubella
Erythrobarbula rubella là một loài rêu trong họ Pottiaceae. Loài này được Boros mô tả khoa học đầu tiên năm 1953.
Danh pháp khoa học của loài này chưa được làm sáng tỏ. 